# لولئا ۶۶۵۴
سیارک ۶۶۵۴ (به انگلیسی: 6654 Lulea، نامگذاری:1992DT6) شش هزار و ششصد و پنجاه و چهارمین سیارک کشف شده‌است که در ۲۹ فوریه ۱۹۹۲ کشف شد.
قدر مطلق سیارک برابر ۱۳٫۳۰ است.